# PotchOpen
Il PotchOpen  è un torneo di tennis maschile, facente parte del circuito Challenger giocato ad Potchefstroom, in Sudafrica su campi in cemento della North-West University, Potchefstroom Campus. Nel 2020 si è tenuta la prima edizione, cancellata ai quarti di finale a causa della pandemia di COVID-19.

## Albo d'oro

### Singolare
| Anno     | Campione                                                   | Finalista                                                  | Punteggio                                                  |
| -------- | ---------------------------------------------------------- | ---------------------------------------------------------- | ---------------------------------------------------------- |
| 2021 (2) | Jenson Brooksby                                            | Tejmuraz Gabašvili                                         | 2–6, 6–3, 6–0                                              |
| 2021 (1) | Benjamin Bonzi                                             | Liam Broady                                                | 7–5, 6–4                                                   |
| 2020     | Annullato nei quarti di finale per pandemia di Coronavirus | Annullato nei quarti di finale per pandemia di Coronavirus | Annullato nei quarti di finale per pandemia di Coronavirus |

### Doppio
| Anno     | Campioni                                                   | Finalisti                                                  | Punteggio                                                  |
| -------- | ---------------------------------------------------------- | ---------------------------------------------------------- | ---------------------------------------------------------- |
| 2021 (2) | Raven Klaasen Ruan Roelofse                                | Julien Cagnina Zdeněk Kolář                                | 6–4, 6–4                                                   |
| 2021 (1) | Marc-Andrea Hüsler Zdeněk Kolář                            | Peter Polansky Brayden Schnur                              | 6–4, 2–6, [10–4]                                           |
| 2020     | Annullato nei quarti di finale per pandemia di Coronavirus | Annullato nei quarti di finale per pandemia di Coronavirus | Annullato nei quarti di finale per pandemia di Coronavirus |